# Écosculpture
Une écosculpture est une sculpture composée d'organismes vivants (poissons, reptiles, plantes, etc.) et de simili-minéraux, qui soient en symbiose quasi parfaite. Ainsi l'artiste est une sorte de dieu-créateur de cet espace.
Les créations peuvent avoir une durée de vie allant jusqu'à 5 ans sans demander aucun entretien.
L'écosculpture peut toucher différents domaines :
- L'architecte paysagiste et l'écosculpture, c'est la création de paysages d'intérieurs végétalisés[1].
- Recyclage des produits manufacturés[2],[3].
- Aquariophilie et l'écosculpture[4].